# Laverna
Laverna ou Laverne est la déesse des voleurs, des fourbes, etc., à Rome.
Les premiers Romains, qui vivaient de brigandage, l’adoraient dans un bois sacré où ils cachaient leur butin. Il ne paraît pas qu’on lui ait rendu de culte public ; on la priait en secret et en silence, attendu que les demandes qu’on lui faisait ne pouvaient être de nature à être exprimées à haute voix.